# Coprozercon scopaeus
Famille
Genre
Espèce
Coprozercon scopaeus est une espèce d'acariens Mesostigmata, la seule du genre Coprozercon et de la famille des Coprozerconidae .

## Distribution
Cette espèce est endémique du Kentucky aux États-Unis. Elle a été découverte dans une grotte dans les excréments de Neotoma magister.

## Publication originale
- Moraza & Lindquist 1999 : Coprozerconidae, a new family of zerconoid mites from North America (Acari: Mesostigmata: Zerconoidea). Acarologia (Paris), vol. 39, n. 4, p. 291-313.